# Pteropus macrotis
Pteropus macrotis (крилан вухатий) — вид рукокрилих, родини Криланових.

## Поширення, поведінка
Цей вид зустрічається по всій низовині острова Нова Гвінея (Індонезія та Папуа Нова Гвінея), на острові Салаваті (Індонезія), і островах Ару, (Індонезія). Зазвичай живе нижче 500 м над рівнем моря. Цей вид був записаний з декількох типів низовинного середовища проживання, включаючи як первинні, так і вторинні тропічні вологі ліси, мусонні ліси, сухі ліси, савани, ліси, плантації, сади, дуже поширений в прибережних мангрових лісах.

## Загрози та охорона
Немає серйозних загроз для цього виду. Існує деяке місцеве полювання на їжу в частинах ареалу. Цей вид занесений до Додатка II СІТЕС. Він зустрічається в кількох захищених областях.